# Отряд Альфа (Marvel Comics)
«Отряд Альфа» (англ. Alpha Flight) — команда вымышленных канадских супергероев комиксов компании Marvel Comics. Созданные Джоном Бирном они впервые появились в комиксе Uncanny X-Men #120 в 1979 году.

## Вымышленная биография команды

### Образование команды
Команда «Альфа» была сформирована правительством Канады для самых важных и ответственных миссий. Некоторое время ей руководил сам Росомаха. Позже в составе команды «Альфа» было множество супергероев. Это такие герои, как Йети, умеющий превращаться в страшного монстра, Северная Звезда, рассекающий небеса с огромной скоростью и Аврора, умеющая летать со сверхскоростью.

### Конец команды
После событий Дня М в результате чего 99 % мутантов потеряли способности. Оказалось, что способности буквально вселились в одного человека. Не он контролировал способности, а они его. В результате чего он уничтожил команду «Альфа». Выжил один только Йети.
На смену ей появилась команда «Отряд Омега», возглавляемая Йети.

## Альтернативные версии

### Ultimate Marvel
В Ultimate X-Men # 94 Команда «Альфа» появляется в составе Джубили, Солнечный огонь, Аврора, Shaman, Снобёрд, Sasquatch с Виндикейтер.

## Альтернативные версии
Ultimate Marvel
Команда Альфа появляется в Ultimate X-Men #94, как антагонисты.

## Отряд Альфа вне комиксов
Появляются в мультсериале Люди Икс 1992 года. Первое появление в серии Старый должок (Repo Man). Команда состоит из Мстителя, Шайбы, Снежной птицы, Шамана, Полярной звезды, Йети, Хизер Хадсон и Авроры. Генерал Чейзен послал их захватить Росомаху. Это им удалось, но когда Генерал приказал убить Росомаху, чтобы узнать, почему Логан выжил после вживления адамантия, весь отряд, за исключением Мстителя, переходит на сторону Росомахи и помогает ему сбежать из лаборатории. Росомаха уходя предупреждает их больше не приходить за ним.